# Гагарин, Василий Михайлович
Князь Василий Михайлович Гагарин — стольник и воевода во времена правления Алексея Михайловича и Фёдора Алексеевича.
Из княжеского рода Гагарины. Младший сын князя Михаила Семёновича Гагарина по прозванию "Турок". Имел старшего брата, князя Матвея Михайловича известного по родословным.

## Биография
В 1646 году пожалован из жильцов в стряпчие. В 1648 году дневал и ночевал на государевом дворе во время похода царя Алексея Михайловича в село Хорошево. В июне 1651 года продал выслуженную вотчину отца деревню Холм в Пошехонском уезде. В Боярских книгах 1658-1686 годов показан в стольниках. В 1658 году в чине стольника ставил кушанья перед грузинским царём Теймуразом Давыдовичем в Грановитой палате. В мае 1660 года стольник для становления яств на государевом столе в Грановитой палате при грузинском царевиче Николае Давыдовиче на прощальном обеде. В феврале 1661 года послан от Государя под Друю к боярину и князю Ивану Андреевичу Хованскому с милостивым словом. В мае этого же года отправлен воеводой в полк боярина и князя И.А. Хованского.  В 1665 году полковой воевода в Пскове. В 1669 году дневал и ночевал при гробе царевича Симеона Алексеевича.      В 1674 году послан Государём к князю Григорию Григорьевичу Ромодановскому с государевым жалованием за Каневскую службу и с милостивым словом. В 1676-1681 годах воевода в Берёзове.
Женат на княгине Ирине Семёновне Мосальской, но по родословной росписи показан бездетным.